# 呂哲
呂哲（1900年4月23日—1968年)。澎湖縣白沙小赤崁人，

## 生平

### 求學階段
大正7年（1918年）畢業於臺灣總督府國語學校公學師範部乙科 。

### 教職生涯
畢業後陸續任職後寮公學校（現澎湖縣白沙鄉後寮國民學校）、港尾（現白沙鄉講美村）國民學校（現澎湖縣白沙鄉港尾國民學校）與吉貝公學校。

### 日治時期的行醫之路
昭和4年（1929年）辭職赴日本，考入九州帝國大學醫學專門學校留學於日本
昭和8年（1933年）畢業並於在白沙鄉赤崁村擔任公醫
昭和9年（1934年）於小赤崁開設私立的哲醫院，同時擔任白沙庄協議會員
昭和10年（1935年）協議員半民選時，則為官方派任職直至昭和14年（1939）。

### 國民政府遷台後
戰後於民國35年（1946年）任澎湖縣衛生顧問，民國36年（1947）任澎湖縣立婦嬰保健所所長，民國37年6月上任澎湖縣衛生院院長，翌年因擅自離守遭到免職 ，後擔任澎湖縣醫師公會理事 。
民國45年被總統蔣中正派任成為台灣省立澎湖醫院台灣省立澎湖醫院科主任 。
民國54年因受到官方任用其他職務的緣故，因此免去其台灣省立澎湖醫院科主任之職務 。

## 家庭
呂築之胞弟也，兄呂築為白沙庄長  。
女婿乃是鄭獲鎮，曾經擔任白沙鄉公所秘書。
與髮妻呂鮑氏育有五子十一女，其中有兩女一子於幼時夭折。
長子為呂清寬，曾為高雄醫學院牙醫學系教授。
三子為呂清敏，現為南投埔里呂外科診所負責人。
親家之一為陳永昌，曾任彰化縣二林鎮鎮長。